# PT-41
La Lancha torpedera PT-41 (MTB) fue un buque torpedero o PT Boat de la clase PT-20  construido por Elco (Electric Launch Company). Fue comisionado el 23 de julio de 1941. El PT-41 sirvió como buque insignia del Escuadrón tres de buques torpederos, que tuvo su base operativa en Filipinas desde principios de 1941 hasta abril de 1942.  El comandante del PT-41 fue el teniente John D. Bulkeley, que fue uno de los oficiales de la Armada de los Estados Unidos más condecorado. 

## Historial
El PT-41 evacuó al general Douglas MacArthur, su mujer, su hijo Arthur, su niñera china, al General Sutherland, al capitán Harold G. Ray, al teniente Sidney L. Huff y al mayor C.H. Morehouse desde Corregidor hasta Mindanao el 12 de marzo de 1942, permitiendo a MacArthur escaparse y pronunciar su famoso discurso "Volveré" en Terowie, Australia.
Después de que el equipo de MacArthur hubiera dejado en Mindanao, el PT-41, con los dos buques que quedaban de la flotilla (PT-34 y PT-35), establecieron una nueva base de operaciones en Cagayán, Mindanao, apoyando a las fuerzas militares estadounidenses que defendían ésta y las islas vecinas contra las fuerzas de invasión japonesas de marzo a abril de 1942.
Tras un ataque con torpedos en concierto con el PT-34 contra el crucero japonés Kuma, el 9 de abril de 1942, el PT-41 era el último torpedero sobreviviente de la flotilla, pues el PT-34 había sido hundido tras el ataque y el PT-35 quemado en la isla de Cebú. Sin más torpedos disponibles, el PT-41 fue confiscado por el Ejército de los Estados Unidos para patrullar el lago Lanao, en la isla de Mindanao. Sin embargo, el PT-41 acabó destruido por el ejército estadounidense el 15 de abril de 1942 para evitar su captura durante su traslado por carretera hasta el lago Lanao.